# Caribbean Blue
Singles de Enya
Exile
(1991) How Can I Keep from Singing?
(1991)
Clip vidéo
[vidéo] « Caribbean Blue », sur YouTube
Caribbean Blue est une chanson de la chanteuse et auteure-compositrice irlandaise Enya extraite de son album Shepherd Moons paru en novembre 1991.
C'était le premier single tiré de cet album. Au Royaume-Uni, il sort quelque temps avant la sortie de l'album, en octobre, débute à la 25e place du hit-parade des singles dans la semaine du 13 au 19 octobre 1991 et atteint la 13e place deux semaines plus tard (dans la semaine du 27 octobre au 2 novembre).
La chanson a aussi atteint la 22e place en Nouvelle-Zélande, la 28e place en Suède, la 32e place en Flandre (Belgique néerlandophone), la 32e place en Suisse, la 37e place aux Pays-Bas, la 50e place en Allemagne et la 79e place aux États-Unis (dans le Hot 100 de Billboard pour la semaine du 28 mars 1992),.